# Natalja Neprjajeva
Natalja Michajlovna Neprjajeva (Russisch: Наталья Михайловна Непряева) (Tver, 6 september 1995) is een Russische langlaufster. Ze nam onder olympische vlag deel aan de Olympische Winterspelen 2018 in Pyeongchang.

## Carrière
Neprjajeva maakte haar wereldbekerdebuut in maart 2014 in Lahti. In februari 2016 scoorde de Russin in Oslo haar eerste wereldbekerpunten. In november 2017 behaalde ze in Kuusamo haar eerste toptienklassering in een wereldbekerwedstrijd. Tijdens de Olympische Winterspelen van 2018 in Pyeongchang eindigde Neprjajeva als vierde op de sprint, als achtste op de 15 kilometer skiatlon en als 24e op de 30 kilometer klassieke stijl. Op de estafette sleepte ze samen met Joelia Beloroekova, Anastasia Sedova en Anna Netsjajevskaja de bronzen medaille in de wacht. Samen met Joelia Beloroekova eindigde ze als negende op de teamsprint. In maart 2018 stond de Russin in Lahti voor de eerste maal in haar carrière op het podium van een wereldbekerwedstrijd.
Op 30 december 2018 boekte ze in Toblach haar eerste wereldbekerzege. Op de wereldkampioenschappen langlaufen 2019 in Seefeld veroverde Neprjajeva de bronzen medaille op de 15 kilometer skiatlon, daarnaast eindigde ze als zevende op de 10 kilometer klassieke stijl en als negende op de sprint. Samen met Joelia Beloroekova, Anastasia Sedova en Anna Netsjajevskaja behaalde ze de bronzen medaille op de estafette, op de teamsprint eindigde ze samen met Joelia Beloroekova op de vierde plaats. In Oberstdorf nam ze deel aan de wereldkampioenschappen langlaufen 2021. Op dit toernooi eindigde ze als twaalfde op de 10 kilometer vrije stijl, als zestiende op de 15 kilometer skiatlon en als 22e op de sprint. Samen met Jana Kirpitsjenko, Joelia Stoepak en Tatjana Sorina behaalde ze de zilveren medaille op de estafette, op de teamsprint eindigde ze samen met Joelia Stoepak op de vierde plaats.

## Resultaten

### Olympische Spelen
| Jaar | Plaats      | Resultaten |
| ---- | ----------- | --- |
| 2018 | Pyeongchang | 4e Sprint (klassieke stijl) · 8e 15 km skiatlon · 24e 30 km klassieke stijl · 9e Teamsprint (vrije stijl) · 4×5 km estafette |

### Wereldkampioenschappen
| Jaar | Plaats     | Resultaten |
| ---- | ---------- | --- |
| 2019 | Seefeld    | 9e Sprint (vrije stijl) · 7e 10 km klassieke stijl · 15 km skiatlon · 4e Teamsprint (klassieke stijl) · 4×5 km estafette   |
| 2021 | Oberstdorf | 22e Sprint (klassieke stijl) · 12e 10 km vrije stijl · 16e 15 km skiatlon · 4e Teamsprint (vrije stijl) · 4×5 km estafette |

### Wereldbeker
| Legenda | Legenda            |
| ------- | ------------------ |
| TdS     | Tour de Ski        |
| NO      | Nordic Opening     |
| LT      | Lillehammer Triple |
| RT      | Ruka Triple        |
| WBF     | Wereldbekerfinale  |
| STC     | Ski Tour Canada    |
| ST      | Ski Tour           |

Eindklasseringen
| Seizoen   | Algm   | DI    | SP  | TdS    |
| --------- | ------ | ----- | --- | ------ |
| 2015/2016 | 68e    | 61e   | 56e | –      |
| 2016/2017 | 78e    | 75e   | 58e | –      |
| 2017/2018 | 13e    | 13e   | 14e | 11e    |
| 2018/2019 | Zilver | Brons | 5e  | Zilver |
| 2019/2020 | Brons  | 4e    | 4e  | Zilver |
| 2020/2021 | 6e     | 10e   | 6e  | 7e     |

Wereldbekerzeges
| Nr. | Datum            | Plaats        | Onderdeel                              |
| --- | ---------------- | ------------- | -------------------------------------- |
| 1.  | 30 december 2018 | Toblach       | 15 km vrije stijl TdS                  |
| 2.  | 26 januari 2020  | Oberstdorf    | Sprint (klassieke stijl)               |
| 3.  | 8 januari 2021   | Val di Fiemme | 10 km klassieke stijl (massastart) TdS |